# Grande Prêmio do Brasil de 1983
Resultados do Grande Prêmio do Brasil de Fórmula 1 realizado em Jacarepaguá em 13 de março de 1983. Primeira etapa do campeonato, foi vencida pelo brasileiro Nelson Piquet, da Brabham-BMW, com Keke Rosberg em segundo pela Williams-Ford e Niki Lauda em terceiro pela McLaren-Ford.

## Resumo
Nesta ocasião, em honra da vitória de Piquet e depois um piloto brasileiro, o comentário de Brasil lançou pela primeira vez a famosa canção Tema da Vitória, muitas vezes usado nos anos seguintes com as vitórias do futuro campeão Ayrton Senna e mais tarde ainda para as vitórias de Rubens Barrichello e Felipe Massa.

## Classificação

### Treinos oficiais
| Pos.    | Nº | Piloto             | Equipe        | Q1       | Q2        | Grid       |
| ------- | -- | ------------------ | ------------- | -------- | --------- | ---------- |
| 1       | 1  | Keke Rosberg       | Williams-Ford | 1:34.526 | 1:35.226  | —          |
| 2       | 15 | Alain Prost        | Renault       | 1:34.672 | 1:34.873  | + 0.146    |
| 3       | 27 | Patrick Tambay     | Ferrari       | 1:34.993 | 1:34.758  | + 0.232    |
| 4       | 5  | Nelson Piquet      | Brabham-BMW   | 1:35.815 | 1:35.114  | + 0.588    |
| 5       | 35 | Derek Warwick      | Toleman-Hart  | 1:35.206 | 16:44.720 | + 0.680    |
| 6       | 28 | René Arnoux        | Ferrari       | 1:36.390 | 1:35.547  | + 1.021    |
| 7       | 6  | Riccardo Patrese   | Brabham-BMW   | 1:35.958 | 1:36.827  | + 1.432    |
| 8       | 16 | Eddie Cheever      | Renault       | 1:37.005 | 1:36.051  | + 1.525    |
| 9       | 8  | Niki Lauda         | McLaren-Ford  | 1:36.054 | 1:36.900  | + 1.528    |
| 10      | 23 | Mauro Baldi        | Alfa Romeo    | 1:36.126 | 1:36.652  | + 1.600    |
| 11      | 3  | Michele Alboreto   | Tyrrell-Ford  | 1:38.747 | 1:36.291  | + 1.765    |
| 12      | 25 | Jean-Pierre Jarier | Ligier-Ford   | 1:38.828 | 1:36.392  | + 1.866    |
| 13      | 11 | Elio de Angelis    | Lotus-Renault | 1:40.056 | 1:36.454  | + 1.928    |
| 14      | 33 | Roberto Guerrero   | Theodore-Ford | 1:37.237 | 1:36.694  | + 2.168    |
| 15      | 36 | Bruno Giacomelli   | Toleman-Hart  | 1:36.747 | 26:16.700 | + 2.221    |
| EXC     | 22 | Andrea de Cesaris  | Alfa Romeo    | 1:36.847 | [ 4 ]     | [ nota 2 ] |
| 16      | 7  | John Watson        | McLaren-Ford  | 1:37.844 | 1:36.977  | + 2.451    |
| 17      | 26 | Raul Boesel        | Ligier-Ford   | 1:38.741 | 1:37.729  | + 3.203    |
| 18      | 2  | Jacques Laffite    | Williams-Ford | 1:38.234 | 1:38.725  | + 3.708    |
| 19      | 34 | Johnny Cecotto     | Theodore-Ford | 1:38.378 | 1:39.178  | + 3.852    |
| 20      | 29 | Marc Surer         | Arrows-Ford   | 1:40.255 | 1:38.488  | + 3.962    |
| 21      | 4  | Danny Sullivan     | Tyrrell-Ford  | 1:39.697 | 1:38.686  | + 4.160    |
| 22      | 12 | Nigel Mansell      | Lotus-Ford    | 1:42.098 | 1:39.154  | + 4.628    |
| 23      | 30 | Chico Serra        | Arrows-Ford   | 1:41.472 | 1:39.965  | + 5.439    |
| 24      | 31 | Corrado Fabi       | Osella-Ford   | 1:41.316 | 1:40.309  | + 5.783    |
| 25      | 9  | Manfred Winkelhock | ATS-BMW       | 1:42.292 | 1:41.153  | + 6.627    |
| 26      | 17 | Eliseo Salazar     | RAM-Ford      | 1:44.357 | 1:41.478  | + 6.952    |
| 27      | 32 | Piercarlo Ghinzani | Osella-Ford   | 1:46.964 | 1:42.267  | + 7.741    |
| Fontes: |    |                    |               |          |           |            |

### Corrida
| Pos.    | Nº | Piloto             | Construtor    | Voltas | Tempo/Diferença  | Grid            | Pontos           |
| ------- | -- | ------------------ | ------------- | ------ | ---------------- | --------------- | ---------------- |
| 1       | 5  | Nelson Piquet      | Brabham-BMW   | 63     | 1:48'27.731      | 4               | 9                |
| DSQ     | 1  | Keke Rosberg       | Williams-Ford | 63     | + 20.901         | 1               | [ nota 1 ] [ 2 ] |
| 3       | 8  | Niki Lauda         | McLaren-Ford  | 63     | + 51.883         | 9               | 4                |
| 4       | 2  | Jacques Laffite    | Williams-Ford | 63     | + 1:13.951       | 18              | 3                |
| 5       | 27 | Patrick Tambay     | Ferrari       | 63     | + 1:18.117       | 3               | 2                |
| 6       | 29 | Marc Surer         | Arrows-Ford   | 63     | + 1:18.207       | 20              | 1                |
| 7       | 15 | Alain Prost        | Renault       | 62     | + 1 volta        | 2               |                  |
| 8       | 35 | Derek Warwick      | Toleman-Hart  | 62     | + 1 volta        | 5               |                  |
| 9       | 30 | Chico Serra        | Arrows-Ford   | 62     | + 1 volta        | 23              |                  |
| 10      | 28 | René Arnoux        | Ferrari       | 62     | + 1 volta        | 6               |                  |
| 11      | 4  | Danny Sullivan     | Tyrrell-Ford  | 62     | + 1 volta        | 21              |                  |
| 12      | 12 | Nigel Mansell      | Lotus-Ford    | 61     | + 2 voltas       | 22              |                  |
| DSQ     | 11 | Elio de Angelis    | Lotus-Ford    | 60     | Desclassificado  | 13              | [ nota 3 ]       |
| 13      | 34 | Johnny Cecotto     | Theodore-Ford | 60     | + 3 voltas       | 19              |                  |
| 14      | 17 | Eliseo Salazar     | RAM-Ford      | 59     | + 4 voltas       | 26              |                  |
| 15      | 9  | Manfred Winkelhock | ATS-BMW       | 59     | + 4 voltas       | 25              |                  |
| NC      | 33 | Roberto Guerrero   | Theodore-Ford | 53     | Não classificado | 14              |                  |
| Ret     | 16 | Eddie Cheever      | Renault       | 41     | Freios           | 8               |                  |
| Ret     | 7  | John Watson        | McLaren-Ford  | 34     | + Motor          | 16              |                  |
| Ret     | 26 | Raul Boesel        | Ligier-Ford   | 25     | + Motor          | 17              |                  |
| Ret     | 23 | Mauro Baldi        | Alfa Romeo    | 23     | Colisão          | 10              |                  |
| Ret     | 25 | Jean-Pierre Jarier | Ligier-Ford   | 22     | Suspensão        | 12              |                  |
| Ret     | 6  | Riccardo Patrese   | Brabham-BMW   | 19     | Escapamento      | 7               |                  |
| Ret     | 31 | Corrado Fabi       | Osella-Ford   | 17     | + Motor          | 24              |                  |
| Ret     | 36 | Bruno Giacomelli   | Toleman-Hart  | 16     | Rodou            | 15              |                  |
| Ret     | 3  | Michele Alboreto   | Tyrrell-Ford  | 7      | + Motor          | 11              |                  |
| EXC     | 22 | Andrea de Cesaris  | Alfa Romeo    |        | Excluído         | [ 4 ]           | [ nota 2 ]       |
| DNQ     | 32 | Piercarlo Ghinzani | Osella-Ford   |        | Não qualificado  | Não qualificado | Não qualificado  |
| Fontes: |    |                    |               |        |                  |                 |                  |

## Tabela do campeonato após a corrida
| Pos.    | Piloto          | Pontos |
| ------- | --------------- | ------ |
| 1       | Nelson Piquet   | 9      |
| 2       | Niki Lauda      | 4      |
| 3       | Jacques Laffite | 3      |
| 4       | Patrick Tambay  | 2      |
| 5       | Marc Surer      | 1      |
| Fontes: |                 |        |

| Pos.    | Construtor    | Pontos |
| ------- | ------------- | ------ |
| 1       | Brabham-BMW   | 9      |
| 2       | McLaren–Ford  | 4      |
| 3       | Williams-Ford | 3      |
| 4       | Ferrari       | 2      |
| 5       | Arrows-Ford   | 1      |
| Fontes: |               |        |

- Nota: Somente as primeiras cinco posições estão listadas. Entre 1981 e 1990 cada piloto podia computar onze resultados válidos por temporada não havendo descartes no mundial de construtores.